# 賢Production
株式會社賢Production（日語：株式会社賢プロダクション）是日本一家位於東京都澀谷區的聲優經紀公司。簡稱「賢Pro」。

## 概要
1984年6月1日，由身兼演員、聲優的內海賢二代表創辦，而內海的妻子——聲優野村道子也是該經紀公司的職員。後來，內海辭去賢Production社長轉任主席，現任社長由兒子內海賢太郎就任。
2007年9月1日，賢Production從有限公司登記成為株式會社（股份有限公司）。
賢Production附有養成學校兼子公司Office Duo（School Duo）。
2017年3月11日，紀念賢Production創立30週年，在橫濱國際平和會議場國立大劇院舉辦KENPROCK Festival活動。

## 所屬聲優

### 男性
| 行 - 淺利遼太 - 阿部敦 - 天野宏鄉 - 一條和矢 - 稻葉實 - 伊原正明 - 梅田修一朗 - 江頭宏哉 - 遠藤大智 - 大隈健太 - 大畑伸太郎 - 大原崇 - 大町知廣 - 荻野晴朗 - 奧田寬章 行 - 梯篤司 - 勝杏里 - 加藤將之 - 烏丸祐一 - 河口博 - 河田吉正 - 川田紳司 - 觀世智顯 - 北澤洋 - 北田理道 - 久賀健治 - 黑木陽人 - 小西克幸 - 小林皓正 - 小伏伸之 - 小松昌平 | 行 - 坂本君衛 - 相樂信賴 - 櫻井透 - 佐佐木拓真 - 佐藤拓也 - 澤田龍一 - 篠原彰宏 - 四宮豪 - 柴山大星 - 志村知幸 - 新祐樹 - 新藤明夫 - 菅原雅芳 - 鷲見昂大 行 - 高口公介 - 高橋研二 - 高橋孝治 - 瀧知史 - 田久保修平 - 武田太一 - 田島章寬 - 橘潤二 - 田中光 - 谷口誠太郎 - 谷山紀章 - 長南翔太 - 寺井大樹 行 - 中博史 - 中田和宏 - 中村源太 | 行 - 畠中祐 - 蜂須賀智隆 - 濱健人 - 林勇 - 原澤晃綺 - 土方優人 - 福西勝也 - 藤卷大悟 - 藤原貴弘 - 布施川一寬 - 古田一晟 - 保住有哉 - 原俊之 行 - 增元拓也 - 益山武明 - 松田修平 - 丸中康司 - 美齊津惠友 - 水內清光 - 武藏真之介 - 最上嗣生 行 - 箭內仁 - 矢野智也 - 橫田大輔 - 吉開清人 - 吉田丈一郎 - 吉原光 - 代永翼 |

### 女性
| 行 - 相川奈都姬 - 逢田梨香子 - 飯島杏子 - 生田光 - 池田海 - 石川藍 - 石松千惠美 - 伊藤靜 - 伊東美彌子 - 稻川英里 - 豬口有佳 - 伊芙優里安 - 漆山優紀 - 鳳芳野 - 小笠原早紀 行 - 甲斐田裕子 - 雞冠井美智子 - かどたにまみ - 金井美香 - 金田愛 - 川上彩 - 川端麻衣 - 稀代櫻子 - 北原沙彌香 - 城戶圓 - 喜代原麻里 - 吳林卓美 - 高野菜菜（從事聲優時） - 古城門志帆 - 小白川愛菜 - 小平有希 - 小橋知子 - 小林未沙 - 小堀幸 - 合田繪利 - 後藤麻衣 | 行 - 齋賀光希 - 齋藤綾 - 佐藤藍 - 瑚海綠 - 涉谷彩乃 - 崎遙香 - 村侑 - 清水春香 - 〆野潤子 - 下田玲 - 下山田綾華 - 社本悠 - 白川萬紗子 - 末柄里惠 - 菅沼千紗 - 鈴江梨沙 - 鈴木弘子 行 - 鷹雄葉月 - 高橋里枝 - 津田匠子 - 藤堂真衣 - 富樫美鈴 - 田泰代 - 友川麻里 - 百百麻子 - 高津春菜 | 行 - 內藤有海 - 中亞紀 - 中村知子 - 永井真里子 - 長瀨祐子 - 夏川朋子 - 夏吉優子 - 生天目仁美 - 西牆由香 - 野中民美代 - 野村麻衣子 - 野村道子 行 - 長谷川暖 - 速見圭 - 哈特爾實沙 - 一美 - 日野未步 - 平井祥惠 - 平松晶子 - 廣瀨仁美 - 弘松芹香 - 福島桂子 - 藤田茜 - 藤村步 - 舩津丸葵 - 堀越知惠 行 - 松村淑子 - 松元惠 - 丸山有香 - 三浦千幸 - 三日尻望 - 三川華月 - 森史繪 - 森谷彩子 行 - 山口享佑子 - 山崎滿 行 - 渡邊理沙 |

## 過往所屬聲優

### 男性
| 行 - 赤石廣樹（自由職業） - 石井康嗣（自由職業） - 內海賢二（創辦人，故人／在籍中死去） - 岡田悠介 - 岡林史泰（現所屬：ForestLink） 行 - 風間勇刀（現所屬：Aksent） - 和村康市 - 基頓山田（現所屬：remax） - 久保隆（現所屬：Salonde Acturis （页面存档备份，存于）） 行 - 櫻井翼 - 鹽塚晃平（現所屬：東京俳優生活協同組合） - 四反田麥可（自由職業） - 霜月紫（現所屬：Across Entertainment） - 須成幸（現所屬：BloomZ） - 鈴置洋孝（在籍中死去） - 鈴木晴久（自由職業） 行 - 平拳（現所屬：Aksent） - 高仲祐之（自由職業） - 高森浩二 - 親八（現所屬：Office PAC） | 行 - 中澤匡智（現所屬：東京俳優生活協同組合） - 中聰彥（劇團21世紀FOX文藝部所屬，投入音響監督活動之後死去） - 中田讓治（現所屬：大澤事務所） - 中西尚也（現所屬：Across Entertainment） - 成澤卓（現所屬：Quatre Stella） - 西原翔吾（現所屬：SUPER SHARK Entertainment） - 野澤那智（Office PAC創辦人，成立之後於在籍中死去） - 野瀨育二（現所屬：東京俳優生活協同組合） 行 - 橋本晃一（自由職業，Office海風（業務委託）） - 花田光（現所屬：大澤事務所） - 口智透（現所屬：Limia-works） - 肥後誠（現所屬：KeKKe Corporation） - 久富惟晴（離所後死去） - 廣瀨裕（現所屬：OFFICE CURRENT代表） - 藤原啓治（成為AIR AGENCY代表董事之後死去） 行 - 卷島直樹（現所屬：Office薰） - 增川洋一（自由職業） - 幹本雄之（現所屬：ARTSVISION） - 宮崎敦吉（自由職業） - 宮下榮治（現所屬：aptepro） - 森訓久（現所屬：演劇集團Inuccoro） 行 - 柳澤健次 - 山根剛 - 優希比呂（自由職業） |

### 女性
| 行 - 足立友 - 岩居由希子（自由職業） - 上田範子 - 榎本智惠子 - 大前茜（引退） - 小幡記子 行 - 木內玲子（自由職業） - 北西純子（自由職業） - 北原知奈 - 木下鈴奈 - 熊谷海麗（現所屬：Kenyu Office） 行 - 白石冬美（在籍中死去） - 杉本優（現所屬：東京俳優生活協同組合） - 鈴鹿千春（自由職業） 行 - 高乃麗（現所屬：remax代表董事） - 高橋智子（在籍中死去） - 千葉千惠巳（現所屬：Office海風） - 千原江理子（現所屬：Production★A組） - 津久井裕子（自由職業） - 戶川繪美 | 行 - 長尾步（現所屬：Mausu Promotion） - 永澤菜教（現所屬：KeKKe Corporation） - 永田依子（引退） - 法拉納茲·尼克雷（自由職業） 行 - 長谷川瑜羅 - 日比野朱里（引退） - 冰青（現所屬：POWER RISE） - 平野佳奈 - 廣瀨有香（現所屬：Aksent） - 伏田里穗（現所屬：Office Anemone） - 堀中優希（自由職業） 行 - 松倉羽鶴 - 的場加惠 - 三木響子（引退） - 水田山葵（現所屬：青二Production） - 真壁和美（現所屬：Just Production） - 村上茜 行 - 安武美幸 - 山川琴美（現所屬：東京俳優生活協同組合） - 雪野五月（自由職業） - 柚原有里（自由職業） |

## 賢Production聲優協力作品
- 月光症候群（日语：ムーンライトシンドローム）（1997年）
- （1999年）
- 幻想水滸傳IV（日语：幻想水滸伝IV）（2004年）
- 武藏傳II 劍聖（2005年）
- 美少女雀士III Remix（日语：アイドル雀士スーチーパイ#アイドル雀士スーチーパイIII Remix）（2007年）
- Wii Fit（2007年）
- 弧光幻想曲（日语：アークライズファンタジア）（2009年）
- 薩爾達傳說 大地汽笛（2009年）
- 星際火狐64 3D（2011年）
- 最終幻想 零式（2011年）
- 薩爾達傳說 天空之劍（2011年）
- Kiki Trick（日语：キキトリック）（2012年）
- Glass Heart Princess（日语：Glass Heart Princess）（2012年）
- 豪華3鼎立！多美卡列車電影祭（日语：豪華3本立て!トミカ・プラレール映画まつり）（2013年）
- 薩爾達傳說 眾神的三角神力2（2013年）
- Pac-World（日语：パックワールド）（2014年）
- 任天堂明星大亂鬥3DS/Wii U（2014年）
- 真·三國無雙7 帝王傳（2015年）
- 星戰火狐零（日语：スターフォックス ゼロ）（2016年）
- 薩爾達傳說 曠野之息（2017年）
- 永恆綠洲 精靈與種人的海市蜃樓（日语：Ever Oasis 精霊とタネビトの蜃気楼）（2017年）

## 從賢Production獨立出去的聲優事務所
- remax
- Office PAC
- AIR AGENCY

## 外部連結
- 株式會社賢Production公式官網 （页面存档备份，存于） （日語）
- 賢Prock<Kenprock>公式WEB網站 （页面存档备份，存于） （日語）
- 賢Production (@kenpro_official)的X（前Twitter） （日語）
- 賢Production (@kentarock396)的X（前Twitter） （日語）